# Ajax Copenaghen
L'Ajax Copenaghen è una squadra di pallamano maschile danese con sede a Copenaghen.

È stata fondata nel 1934.

## Palmarès

### Titoli nazionali
- Campionato danese: 9
  - 1936-37, 1941-42, 1943-44, 1947-48, 1948-49, 1949-50, 1951-52, 1952-53, 1963-64.